# Balade au bout du monde
Balade au bout du monde est une série de bande dessinée créée par le scénariste Pierre Makyo et publiée par Glénat entre 1982 et 2012. Laurent Vicomte, Éric Hérenguel, Michel Faure et Laval Ng illustrent chacun un cycle de quatre albums, puis participent tous à l'album conclusif.
Elle a été l’un des best sellers de la bande dessinée des années 1980, au même titre que La Quête de l'oiseau du temps ou que Les Passagers du vent.
Le premier cycle a été plusieurs fois primé, notamment au Festival d’Angoulême.

## Synopsis
Arthis Jolinon est capturé dans un marais et se réveille dans une prison du Moyen Âge.

## Auteurs
- Créateurs : Pierre Makyo, Laurent Vicomte
- Scénario : Pierre Makyo
- Dessins : Laurent Vicomte, Éric Hérenguel, Michel Faure, Laval Ng, Claude Pelet
- Couleurs : Jacky Robert (T.1, 12, 15 et 16), Laurence Quilici (T.2 à 8), Michel Faure (T.9 à 11), Laval Ng (T.13 et 14), Irène Häfliger (T.17)

## Albums

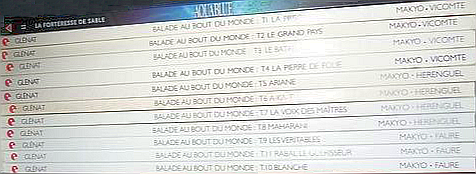
La collection Balade au bout du monde.

L'ensemble de la série est écrite par Pierre Makyo et publié par Glénat, dans la collection « Caractère » à partie du quatrième volume.
- Cycle 1 (dessins de Laurent Vicomte)

1. La Prison, 1982.
2. Le Grand Pays, 1984.
3. Le Bâtard, 1985.
4. La Pierre de folie, 1988.

- Cycle 2 (dessins d’Éric Hérenguel)

1. Ariane, 1992.
2. A-Ka-Tha, 1993.
3. La Voix des maîtres, 1994.
4. Maharani, 1995.

- Cycle 3 (dessins de Michel Faure)

1. Les Véritables, 1997.
2. Blanche, 1998.
3. Rabal le guérisseur, 1999[1].
4. L’Œil du poisson, 2000[2].

- Cycle 4 (dessins de Laval Ng)

1. Les Pierres levées, 2003[3].
2. Pierres invoquées, 2005.
3. Pierres envoûtées, 2006.
4. Pierres de vérité, 2008.

- Épilogue, dessins de Claude Pelet, Éric Hérenguel, Michel Faure et Laval Ng, 2012[4],[5].

## Récompenses
- 1983 : Grand prix de la Ville de Paris
- 1983 : Prix du meilleur premier album au Festival de Hyères (décerné à Laurent Vicomte)
- 1983 : Grand prix du Festival d’Aix-en-Provence
- 1985 : Prix TF1 au Festival d’Angoulême (tome 2)